# Axel Paulin
Axel Johan Anders Paulin, född 29 juni 1877 i Stockholm, död 20 januari 1957 i Oscars församling, Stockholm, var en svensk diplomat och författare.
Paulin var son till grosshandlare Johan Paulin och Ingeborg Husberg. Han tog studentexamen 1897 och var i Kongostatens tjänst 1900-1903. Paulin var reservunderlöjtnant vid Smålands artilleriregemente (A 6) 1904, handelsattaché i Buenos Aires 1911, handelsråd 1920 och tillförordnad chargé d’affaires vid skilda tillfällen. Han var legationsråd 1923, chargé d’affaires i Rio de Janeiro 1923-1924 och 1926, i Mexiko och Kuba 1924, i Buenos Aires 1925-1926, 1928-1931 och 1932-1933. Paulin var chargé d’affaires i Santiago de Chile 1934-1942 och ministre plénipotentiaire 1940.
Paulin avled 1957 och gravsattes den 24 maj 1957 på Norra begravningsplatsen i Stockholm.